# Chiconcoac (Jaltocán)
Chiconcoac es una localidad de México, localizada en el municipio de Jaltocán en el estado de Hidalgo.

## Toponimia
Del náhuatl se compone de chicóme, siete, coatí, culebra, y de c, en: En siete culebras.

## Geografía
Se encuentra en la región geográfica de la Huasteca hidalguense; a la localidad le corresponden las coordenadas geográficas 21° 08’ 22.282” de latitud norte y 98° 31’ 49.43” de longitud oeste, con una altitud de 177 m s. n. m. Cuenta con un clima templado subhúmedo con lluvias en verano, de menor humedad.
En cuanto a fisiografía se encuentra en la provincia de la Sierra Madre Oriental, dentro de la subprovincia del Carso Huasteco; su terreno es de sierra. En lo que respecta a la hidrografía se encuentra posicionado en la región del Pánuco, dentro de la cuenca del río Moctezuma, en la subcuenca del río Tempoal.

## Demografía
En 2020 registró una población de 96 personas, lo que corresponde al 0.91 % de la población municipal. De los cuales 44 son hombres y 52 son mujeres.
| Gráfica de evolución demográfica de Chiconcoac entre 1990 y 2020 |
|                                                                  |
| Población registrada por los censos y conteos del INEGI.         |